# Kugelmotor
Kugelmotor ist die Bezeichnung für Elektromotoren und Verbrennungsmotoren in verschiedenen Varianten. Gemeinsamkeiten finden sich jeweils in der Kugelform. Kugelmotoren sind wegen ihrer Bauform konstruktiv und fertigungstechnisch schwierig. Die nachfolgend beschriebenen Konstruktionen weisen grundlegende technische Unterschiede auf.

## Konstruktionen im Bereich Elektromotoren

### Selbsttaumelnder Läufer

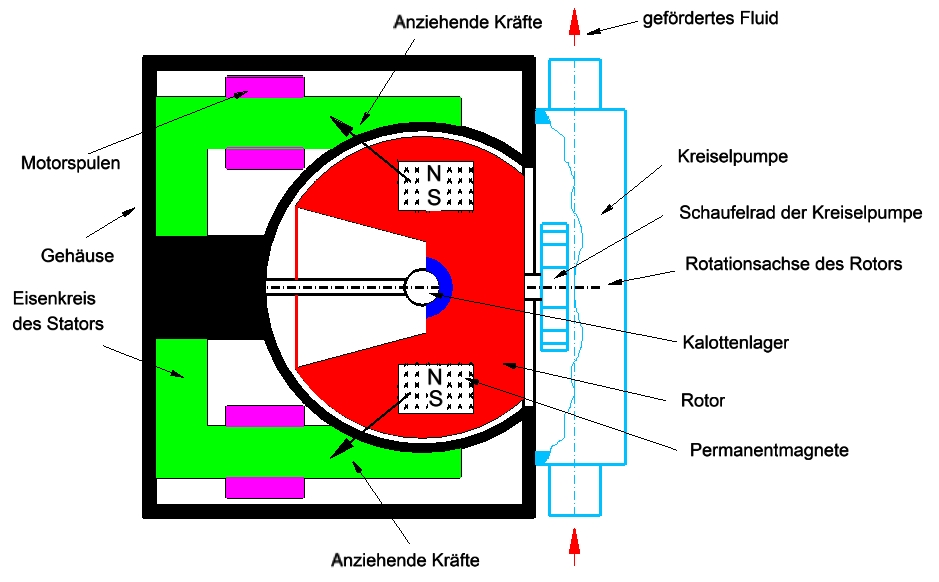
Schematische Darstellung eines Elektro-Kugelmotors mit Kreiselpumpe
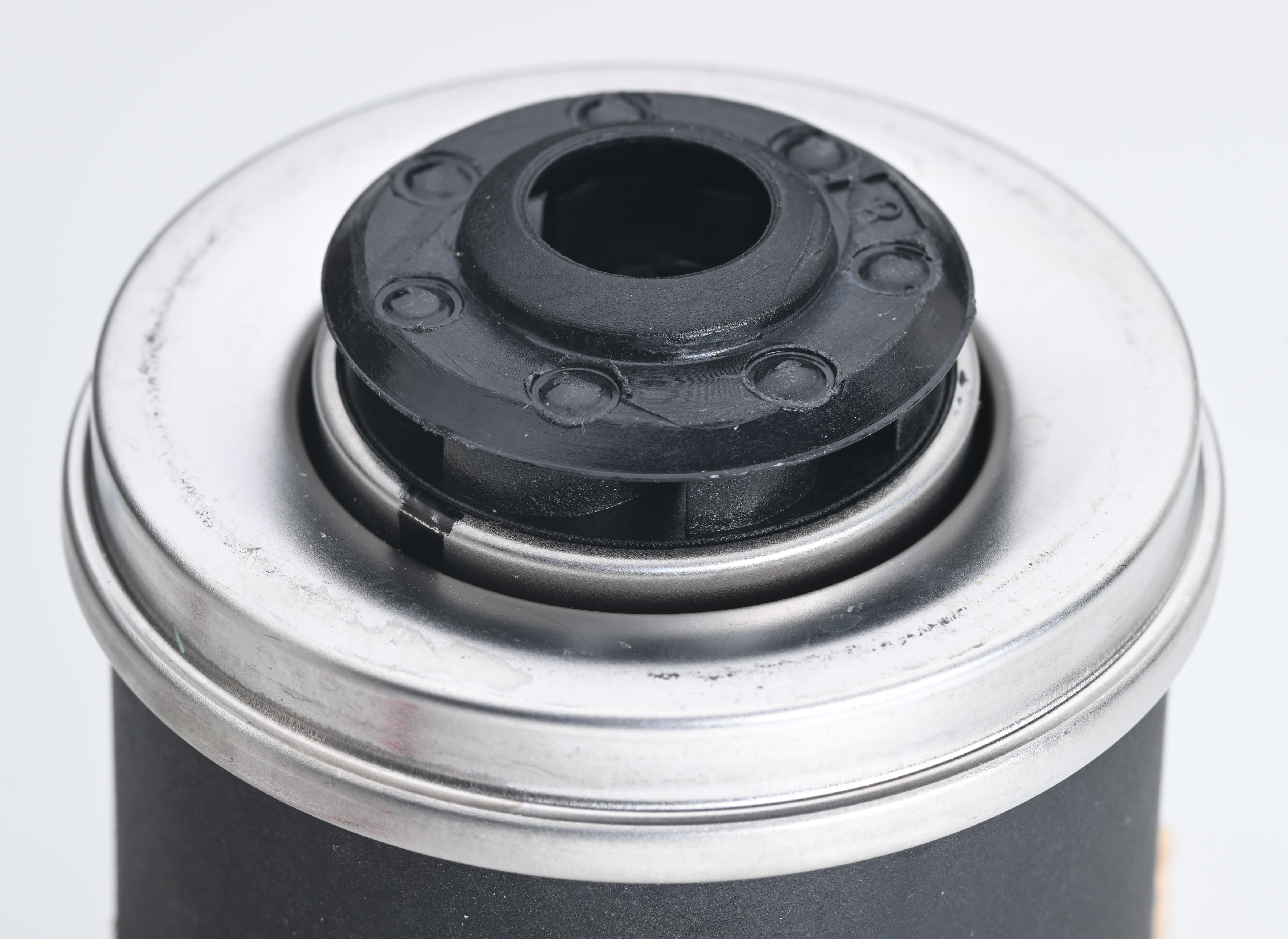
Kugelmotor ohne Pumpengehäuse. Das schwarze Schaufelrad ist sichtbar.
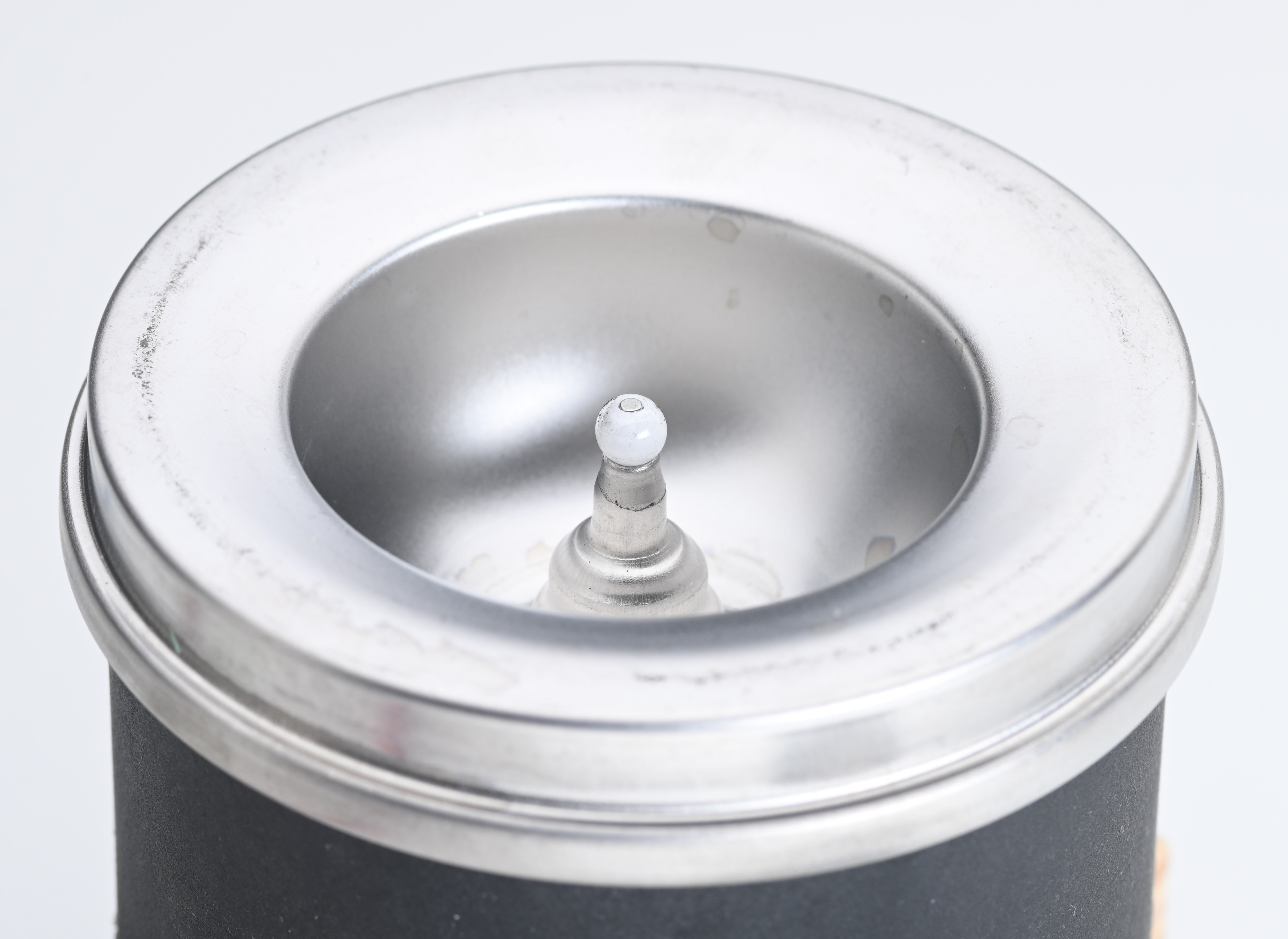
Kugelmotor ohne Rotor. Die weiße Keramiklagerkugel ist sichtbar.

Elektromotoren mit halbkugelförmig hohlen Statoren und dazu passenden halbkugelförmigen Rotoren, die ohne Welle nur auf einer Lagerkugel im Fördermedium laufen, werden als Kugelmotoren bezeichnet. Sie werden als bürstenloser Gleichstrommotor in Wasserpumpen (Heizungs-, Umwälz- und Brauchwasserpumpen) verwendet. Solche Maschinen werden u. a. von den Firmen Laing und Vortex hergestellt. Die Motoren benötigen aufgrund der Lagerung kein Losbrechmoment.
Im nebenstehenden Bild ist ein solcher Motor schematisch dargestellt. Ein Gehäuse, in dem ein mehrpoliger Motor-Stator angeordnet ist, umfasst mit seinem Kugelflächenbereich einen weitgehend kugelförmigen Rotor. In den Rotor sind auf einem Teilkreis um die Rotationsachse mehrere Permanentmagnete eingebettet. Die Pole des Stators tragen die Erregerspulen (Motorspulen). Zwischen den Permanentmagneten und den Statorpolen wirken magnetische Anziehungskräfte (auch im stromlosen Zustand). Gehäuse und Rotor stehen über ein Kalottenlager in Kontakt. Dieses besteht aus der am Rotor befestigten Kalotte (Lagerpfanne) und einer am Gehäuse gehalterten Keramikkugel. Die Anziehungskräfte bewirken, dass der Rotor mit der Kalotte gegen die Keramikkugel gedrückt wird und somit taumelnd gelagert ist. Da das Kalottenlager in der Mitte der Kugelflächen liegt, kann es beim Taumeln des Rotors zu keiner Berührung mit dem Gehäuse kommen. Die Rotationsachse des Rotors wird durch die Anziehungskräfte ausgerichtet. Durch entsprechende Ansteuerung der Erregerspulen wird ein drehendes Magnetfeld erzeugt, das den Rotor in Drehung versetzt. Am Rotor ist das Schaufelrad (Laufrad) einer am Gehäuse angeflanschten Kreiselpumpe befestigt, so dass die Rotordrehung die Förderung des Fluids bewirkt. Vorteile dieser Motorbauart bestehen insbesondere darin, dass nur eine Lagerstelle benötigt wird, die spielfrei ist (Geräuscharmut) und wegen der sehr kleinen Lagerkugel nur ein kleines Reibmoment aufweist (geringe Leistungsaufnahme).

### Dreiachsiger Antrieb
Es gibt Projekte für Kugelmotoren als dreiachsige Direktantriebe als Roboterantrieb. Es sind Permanentmagnet-Schrittmotoren mit kugelförmigem Läufer mit Polteilungen in 3 Koordinaten, die ihre Abtriebswelle in zwei Achsen schwenken können.

## Konstruktionen im Bereich Verbrennungsmotoren

### Berry

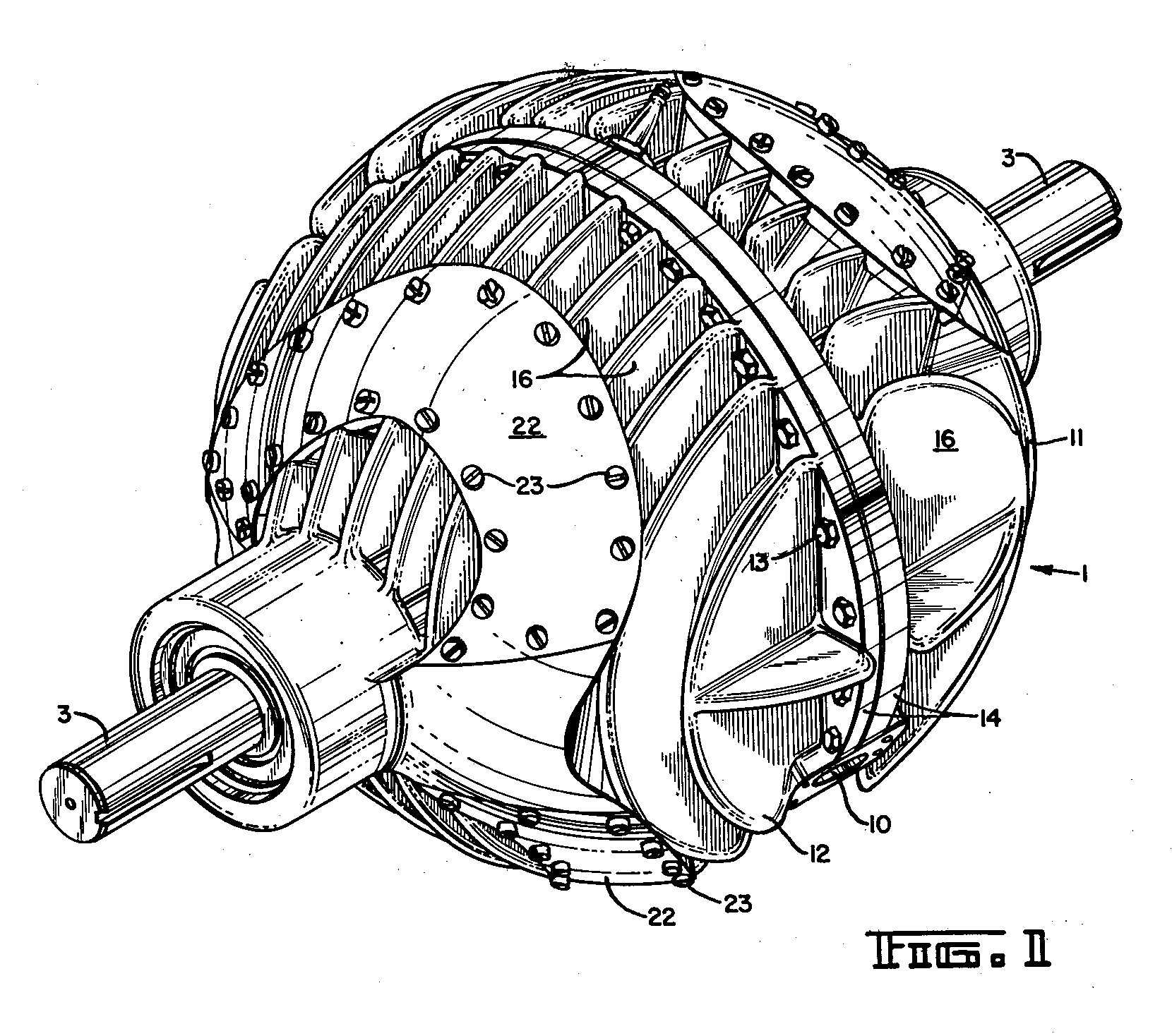
Zeichnung aus US-Patent US3075506
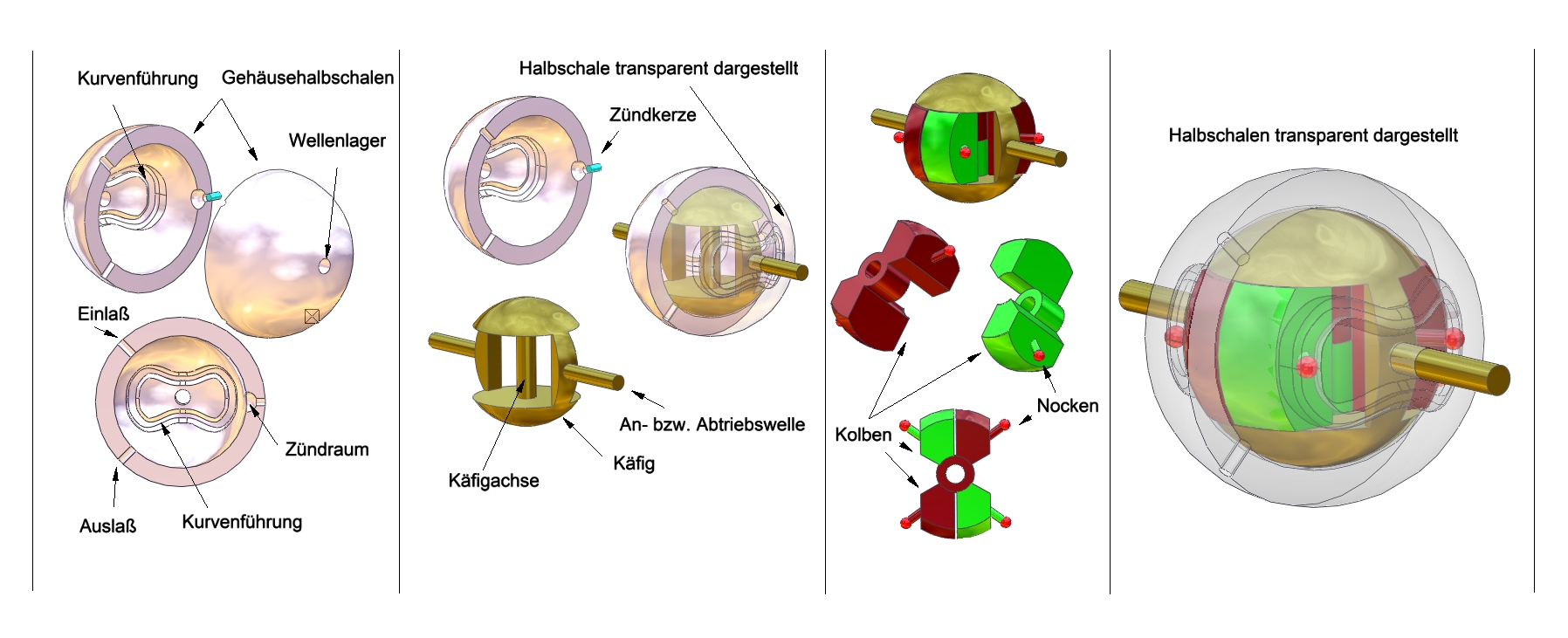
Prinzipieller Aufbau des Kugelmotors von Berry
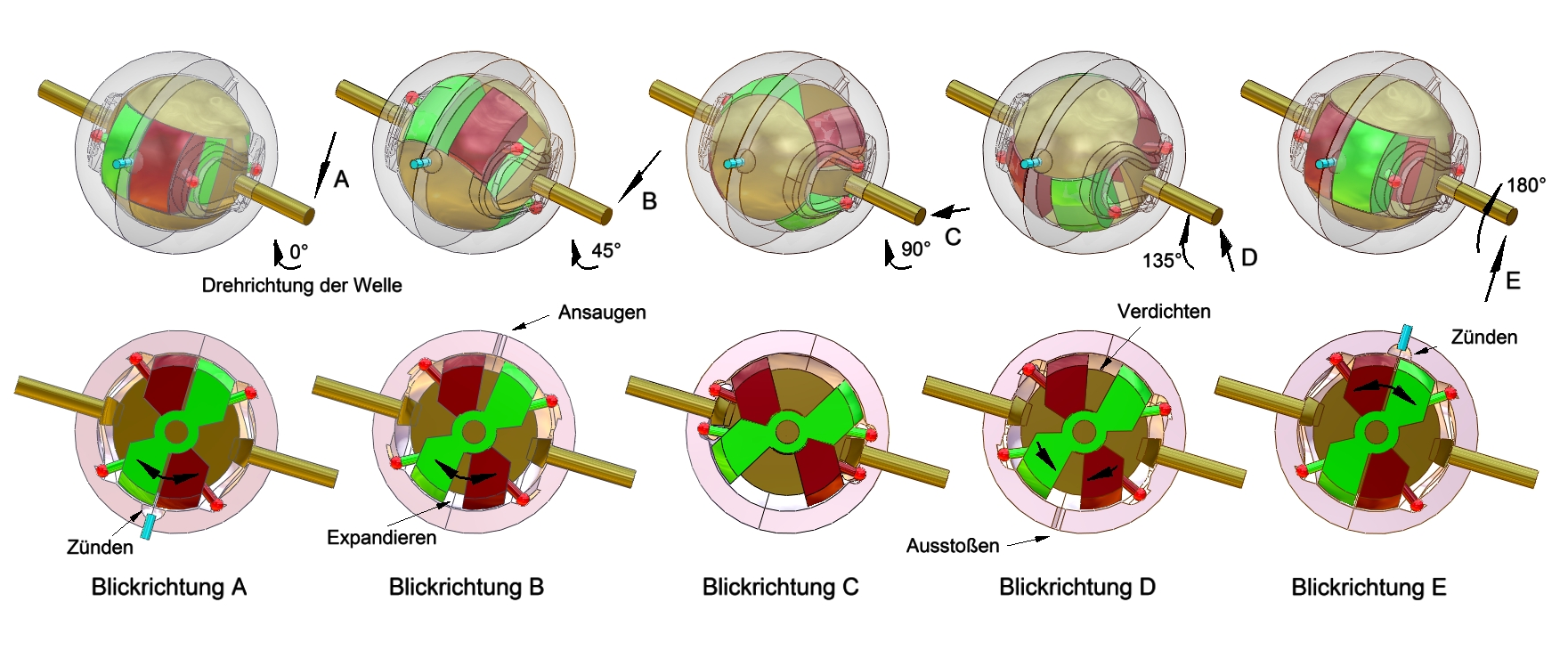
Prinzipielle Funktionsweise des Kugelmotors von Berry
Kugelmotor von Frank Berry (Animation; nach Aufruf erneut klicken)

Der erste patentierte Kugelmotor wurde von Frank Berry 1961 in den USA entwickelt. Vom Berry-Motor wurde ein hölzernes Funktionsmodell hergestellt, bevor Frank Berry 1969 starb und sein Motor in Vergessenheit geriet.
Der Motor besteht aus zwei feststehenden und miteinander verschraubten Gehäusehalbschalen. Jede Halbschale ist mit einer Kurvenführung versehen. Das Gehäuse enthält eine Einlass- und eine Auslassöffnung sowie einen Zündraum mit Zündkerze.
Im Gehäuse ist die Abtriebswelle des Motors gelagert, die mit einem Käfig verbunden ist. Der Käfig besteht aus zwei miteinander verbundenen Kugelsegmenten (Kugelkappen). Der Käfig kann im Gehäuseinnenraum um die Abtriebswelle rotieren. Die Kappen sind durch geeignete Dichtmittel (nicht dargestellt) gegen das Gehäuse abgedichtet. Zwischen beiden Kappen ist eine Käfigachse angeordnet.
Auf der Käfigachse sind zwei Kolben drehbar gelagert, die sich gegeneinander scherenartig bewegen können. Jeder Kolben weist zwei Nocken auf, die in die Kurvenführungen des Gehäuses eingreifen. Bei Bewegung der Kolben um die Käfigachse erzwingen die geführten Nocken eine Rotation des Käfigs um die Abtriebswelle. Die Außenflächen der Kolben sind kugelförmig, weisen einen geringen Spalt zur Gehäuseinnenfläche auf und sind in geeigneter Weise gegen das Gehäuse abgedichtet (nicht dargestellt).
Der Motorzyklus beginnt bei aneinanderliegenden Kolben („geschlossene Schere“). Im Zündraum sowie zwischen den Kolben befindet sich das komprimierte zündfähige Gemisch. Bei Zündung durch die Zündkerze werden die Kolben auseinandergetrieben und der Käfig beginnt um die Abtriebswelle zu rotieren. Dabei ist unklar, wie die Drehrichtung festgelegt wird (beide Richtungen sind möglich). Durch die Käfigdrehung kommt der dem Brennraum gegenüberliegende Raum zwischen den Kolben in den Bereich der Einlassöffnung und es wird Gemisch in diesen (sich vergrößernden) Raum eingesaugt. Nach einer Käfigdrehung von 90° erzwingt die Kurvenführung mit Hilfe der Nocken eine Umkehr der Relativbewegung der beiden Kolben zueinander. Bei weitere Käfigdrehung gelangt der Brennraum in den Bereich der Auslassöffnung und das Abgas wird ausgestoßen, während das angesaugte Gemisch verdichtet wird. Nach einer Drehung von 180° sind die Kolben wieder in Zündstellung. Der Zyklus beginnt von vorn, wobei nun Brenn- und Verdichtungsraum vertauscht sind.

### Willimczik

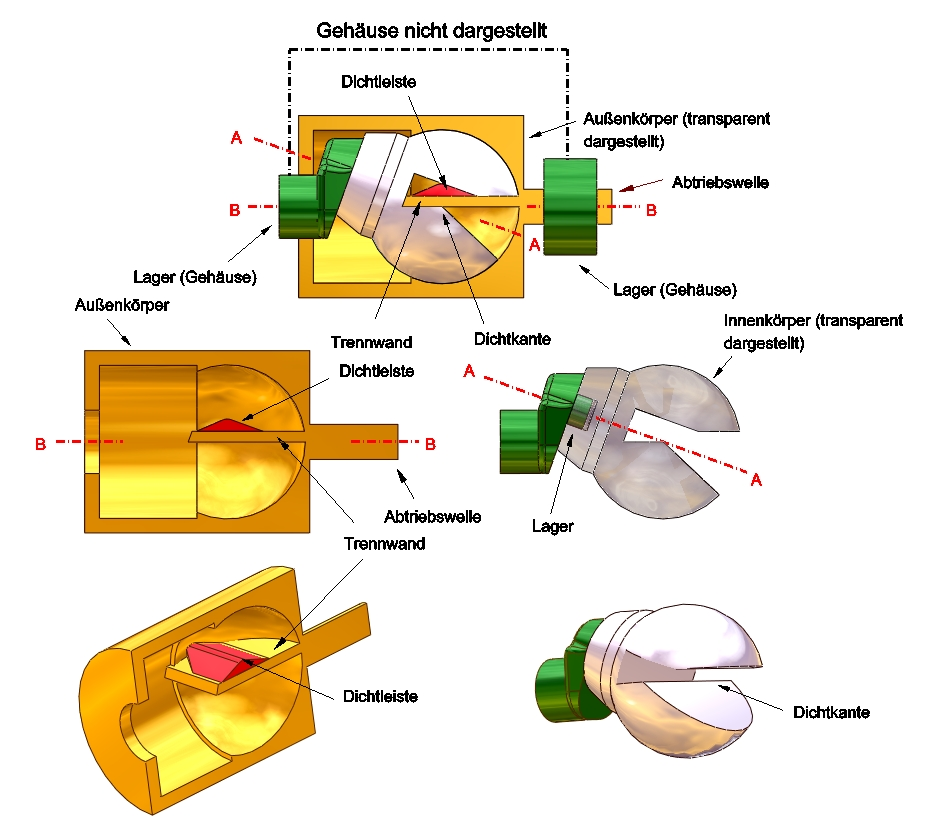
Bestandteile
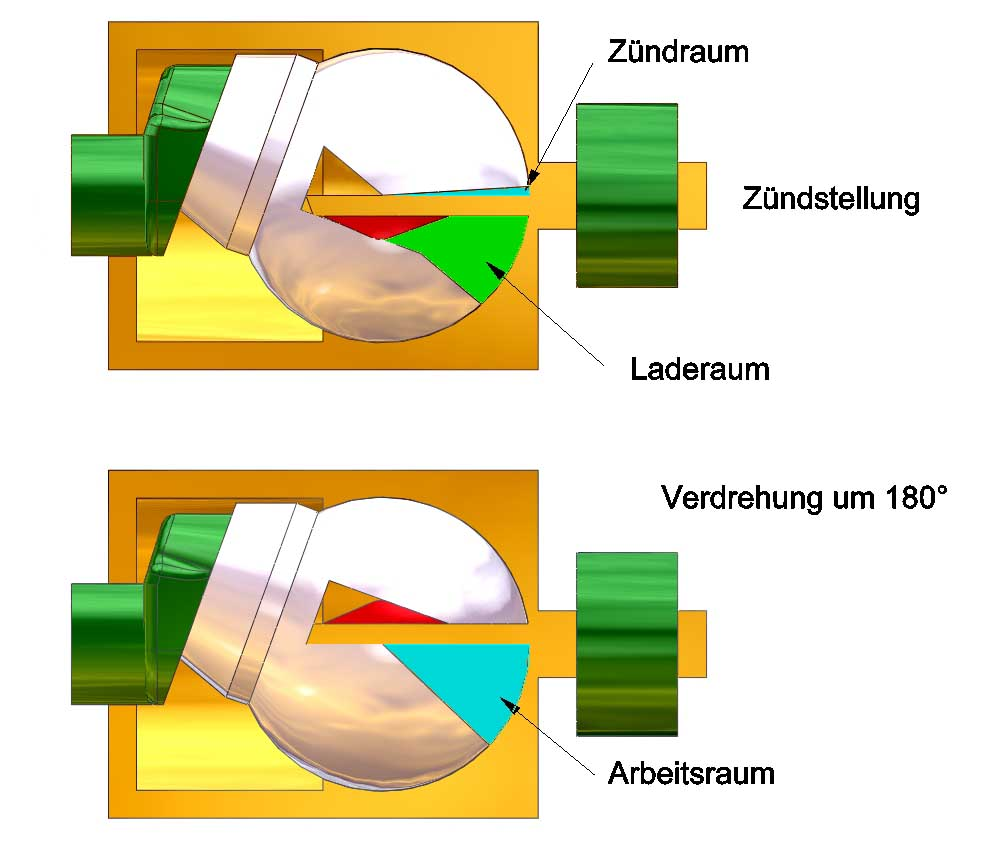
Arbeits- und Laderaum
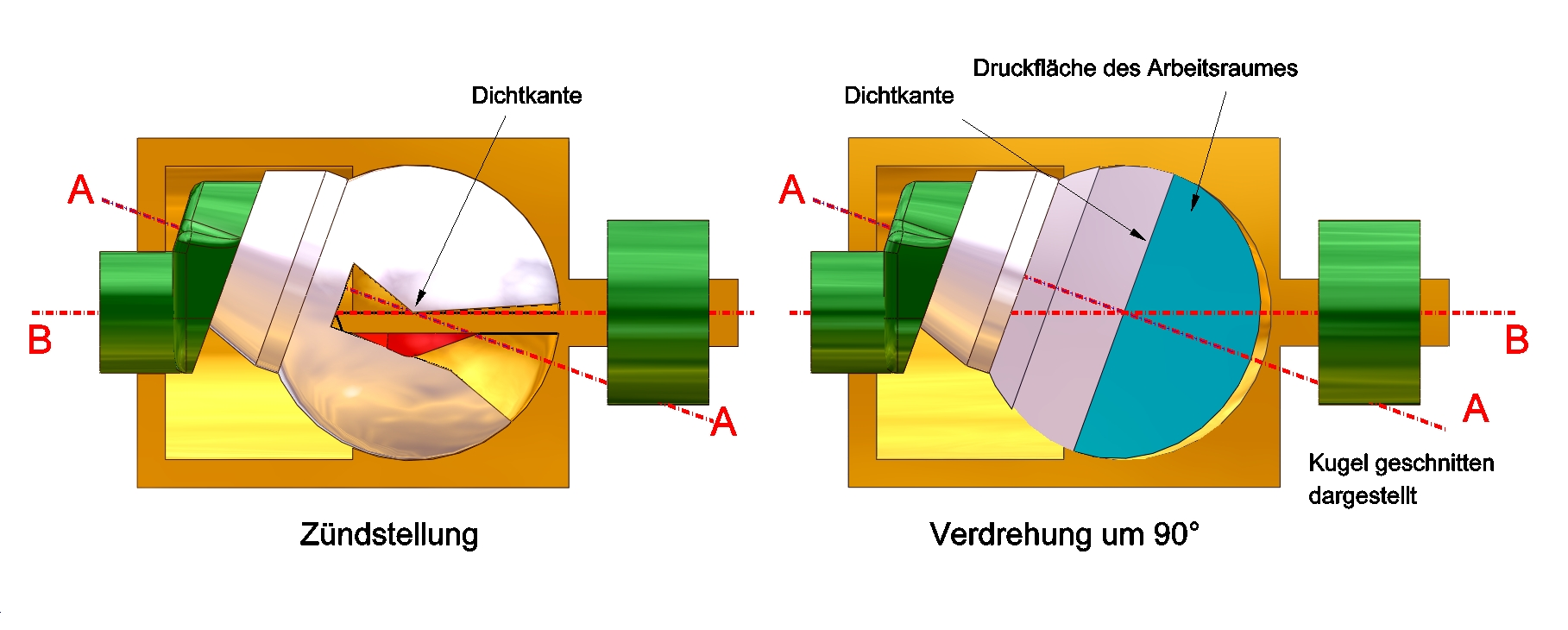
Drehmomenterzeugung durch asymmetrische Druckfläche
Animation

Wolfhart Willimczik schlug in einem DDR-Patent drei Varianten eines Kugelmotors vor, die auf der Umsetzung der Kolbenbewegung in eine Drehbewegung mittels Taumelscheibe bzw. mit Hilfe gegeneinander geneigter Wellen beruhten. Soweit bekannt, wurde kein funktionsfähiger Motor nach diesen Vorschlägen realisiert. Die vom Erfinder behaupteten Eigenschaften (siehe Einzelnachweise) sind somit bisher nicht überprüft (Stand Anfang 2024). 
Für eine der drei Varianten ist in der BRD ein Patent erteilt worden. Die nachfolgende Beschreibung bezieht sich auf dieses Patent. Eine Modifikation des Prinzips ist ebenfalls dargestellt.
Die Konstruktion besteht aus einem feststehenden Gehäuse, einem um die Achse A-A drehbaren Innenkörper (Kolbenrotor) und einem Außenkörper (Zylinderrotor), der sich um die Achse B-B drehen kann. Die Achsen (bzw. die im Gehäuse gelagerten  zugehörigen Wellen) sind gegeneinander geneigt. Die Achsen schneiden sich im Mittelpunkt des Kugelhohlraums des Außenkörpers bzw. im Kugelmittelpunkt des Kugelrotors. So ist es möglich, dass sich beide Rotoren mit gleicher Drehzahl drehen können. Der kugelförmige Kolbenrotor bewegt sich berührungslos (abgesehen von den notwendigen Dichtungen) in der Schale des Zylinderrotors.
Der Kugelrotor weist eine keilartige Ausnehmung auf, die mit einer Dichtkante versehen ist. Der Kugelhohlraum des Außenkörpers wird von einer Trennwand geteilt, die mit einer Dichtleiste versehen ist. Beide Dichtelemente stehen im ständigen (gleitenden) Kontakt zum jeweiligen anderen Körper, so dass eine gleiche Drehzahl beider Rotoren erzwungen wird.
Gaseinlass und Abgasauslass müssen vom feststehenden Gehäuse auf entsprechende Kanäle im rotierenden Außenkörper geführt werden, der auch den Überströmkanal enthält. Die Zündspannung ist ebenfalls dem sich drehenden Zylinderrotor zuzuführen. Diese Details sind in den beistehenden Bildern nicht dargestellt.
Bei Drehung von Kugel- und Zylinderrotor ergeben sich zwei volumenveränderliche Räume, die ggf. als Lade- bzw. Arbeitsraum für einen Motor nach dem Zweitaktprinzip genutzt werden könnten. Nach einer Drehung von 180° wird jeweils das größte bzw. kleinste Volumen erreicht.
In der Zündstellung der Rotoren ergibt sich kein Drehmoment, da die Druckflächen des Arbeitsraumes symmetrisch zu den Achsen liegen (Druck auf Trennwand bzw. Keilfläche der Kugel). Für Drehwinkel  > 0° und < 180° wird die Druckfläche der Trennwand bezüglich der Achse B-B asymmetrisch; es ergibt sich ein auf die Abtriebswelle wirkendes Drehmoment. Die Asymmetrie ist bei einem Drehwinkel von 90° am größten. Die Dichtkante des Kugelrotors erreicht ihre größte Schrägstellung auf der Trennwand. Bei Expansion des Arbeitsgases bewirkt der dadurch angetriebene und somit rotierende Zylinderrotor durch den Dichtkanten- bzw. Dichtleistenkontakt die synchrone Rotation des Kugelrotors. Dafür muss kein Drehmoment bzw. keine Leistung aufgebracht werden (von Reibung abgesehen), da die Druckfläche des Kugelrotors in jeder Stellung symmetrisch zur Achse A-A liegt. 
In der Animation ist die Volumenänderung von Lade- und Arbeitsraum  dargestellt. 

Zweitakter von Wolfhart Willimczik mit direkter Schmierung und asymmetrischem Steuerdiagramm (Dieses Video und die Textunterschrift wurden vom Erfinder in den Artikel eingefügt)
Man erkennt hier das unsymmetrische Steuerdiagram des Wolfhart-Kugelmotors (Dieses Video und die Textunterschrift wurden vom Erfinder in den Artikel eingefügt)
Demonstration der Relativbewegung des in den beiden links stehenden Videos gezeigten Modells. In diesem Modell ist die Trennwand nur als Querleiste ausgeführt. Es ist kein funktionsfähiger Motor dargestellt (im Gegensatz zur Behauptung des Erfinders).
Drehmoment

Abweichend von der o. g. Patentschrift hat Willimczik ein kinematisches Versuchsmodell hergestellt, mit dem einerseits die Relativbewegung von Kolben- und Zylinderrotor dargestellt werden kann, das andererseits aber auch (zumindest prinzipiell) als Konzept für einen Motor verwendbar ist.
Der Zylinderrotor ist nun als feststehendes Gehäuse ausgelegt. Für die Demonstration der Relativbewegung wird die Welle, die eine Schräglagerung (Taumelscheibe) für den Kugelkolben trägt, von außen angetrieben.
Wird für den Motorbetrieb ein zündfähiges Gemisch in den Arbeitsraum zwischen Trennwand und Kugelkolben eingebracht und gezündet, verdreht sich der Kugelkolben gegenüber dem Gehäuse, wobei über die Schräglagerung eine Kraft auf die Abtriebswelle ausgeübt wird. Die Größe der Kugelkolben-Druckfläche des Arbeitsraums ändert sich während der Expansionsphase (Wellendrehung von 0° bis 180°) nicht. Unter der Annahme, dass sich auch der Druck des Arbeitsgases nicht ändert, kann der Normalenvektor der Druckfläche die erzeugte konstante Kraft repräsentieren, deren Wirkungsrichtung sich wegen der Kolbenbewegung verlagert (siehe Animation). Die in Umfangsrichtung der Abtriebswelle wirksame Kraftkomponente (senkrecht zur Abtriebswellenachse) hat zwischen > 0° und < 180° eine Wirkungslinie, die sich nicht mit der Wellenachse schneidet, so dass auf die Welle ein (sich veränderndes) Drehmoment ausgeübt wird. Größe und Lage der Komponente sind in der Ansicht „A“ der Animation gezeigt. Setzt man das Drehmoment bei 90° Wellenverdrehung gleich 1, so ergibt sich der dargestellte (qualitative) Drehmomentverlauf über die Expansionsphase.
Der Motor stellt eine Variante eines Taumelscheibenmotors dar. Es ist nicht bekannt, ob ein solcher Motor zumindest als Prototyp realisiert wurde (weitere Erläuterungen siehe).

### Hüttlin

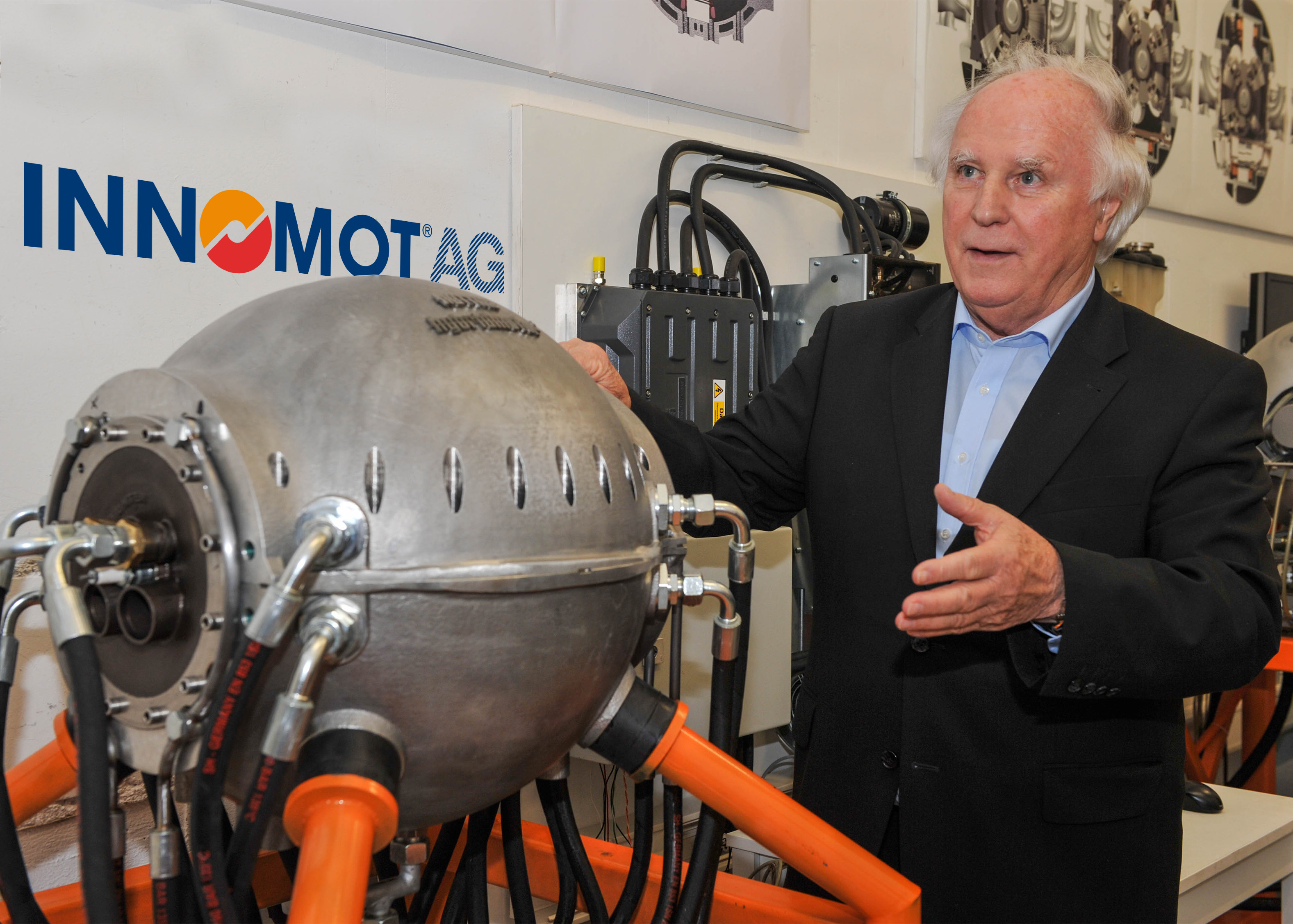
Herbert Hüttlin mit dem Hüttlin-Kugelmotor-Hybrid (2014)

Herbert Hüttlin entwickelte einen Kugelmotor, der mit gekrümmten Kolben arbeitet, die sich gegeneinander bewegen. Dieser Motor wird im Schrifttum unter dem Oberbegriff Rotationskolbenmaschine genannt.
Im Februar 2002 wollte Hüttlin ein Patent auf einen Kugelmotor anmelden (WO 03/067033 A1). Bei der Patentrecherche wurde die Erfindung von Berry wiederentdeckt und in der Hüttlin-Anmeldung einschränkend entgegengehalten.
Der Hüttlin-Kugelmotor 1 war nach demselben Konzept aufgebaut wie der Kugelmotor von Frank Berry.
Im Jahr 2005 gab Hüttlin das Berry-Prinzip auf, weil damit weder die notwendige Verdichtung noch die heute erforderliche Abgas-Ölfreiheit erreicht werden konnte. In der Folge entwickelte er mit einer neuen und eigenen Kinematik die sogenannte Hüttlin-Antriebstechnologie. Nach diesem Prinzip konstruierte er Hilfsmotoren für Elektrofahrzeuge (Reichweitenverlängerer), Kompressoren, Motoren für Blockheizkraftwerke und weiteres.

### Hiteng
Von Arnold Wagner wird der Hiteng-Kugelmotor entwickelt. Der Hiteng-Kugelmotor arbeitet mit zwei Doppelkolben, die sich in einem kugelförmigen Gehäuse drehen. Der Erfinder bezeichnet diesen Motor als Schwenkkolbenmaschine. Wagner hatte den Motor ursprünglich für die Peraves AG entwickelt, bei seinem Austritt aus dem Unternehmen 2010 nahm er das Motorenprojekt in seine heutige Firma Hiteng AG mit. Mit der nachgewiesenen Leistungsabgabe ist der Hiteng-Kugelmotor der erste und bisher einzige funktionsfähige Motor nach dem Berry-Grundpatent von 1963. Er entspricht teilweise dem Hüttlin-Kugelmotor Version 1 bzw. dem Berry-Motor, stellt jedoch eine eigene Entwicklung dar, die mit 3 Patenten und insgesamt 37 gewährten Patentansprüchen in 44 Ländern geschützt ist. Dazu gehören unter anderem die Keramikkugeln bzw. die Nutenellipsoiden mit Öldämpfung/-schmierung, die 4-in-2-Drehschieber-Steuerung der Vorverdichtung und die Arbeitskammeraufladung durch die Vorkammern, die Gehäuseteilung zur Einarbeitung der Überströmkanäle, ein effektives und elaborates Fluid- und Dichtsystem, Quetsch- und Wirbelkammer-Brennraumformen und die Innen-Öl- und Außen-Wasser-Kühlung.

### Fehlender Markt-Erfolg
Zum Jahre 2014 war noch keines der Kugelmotorkonzepte in größerem kommerziellem Umfang erfolgreich.